# 2,9-二甲基-1,10-菲啰啉
2,9-二甲基-1,10-菲啰啉是一种杂环化合物，用作螯合剂。菲啰啉配体的研究最早于19世纪后期发表，其2-、9-位取代的衍生物是改性菲啰啉中研究最多的。

## 用途
光度法测定铜。